# Szczytowy stosunek sygnału do szumu
Szczytowy stosunek sygnału do szumu, rzadziej stosunek sygnału szczytowego do szumu (PSNR, ang. peak signal-to-noise ratio) – stosunek maksymalnej mocy sygnału do mocy szumu zakłócającego ten sygnał. Ze względu na szeroki zakres wartości PSNR wyrażany jest w decybelach.
Najczęściej PSNR stosowany jest do oceny jakości kodeków wykorzystujących stratną kompresję obrazów. W takim przypadku sygnałem są nieskompresowane dane źródłowe, a szumem – artefakty (zniekształcenia) spowodowane zastosowaniem kompresji stratnej.

## Wzory
W celu wyznaczenia PSNR należy wpierw obliczyć współczynnik MSE (ang. mean squared error) bazujący na obu porównywanych obrazach, korzystając z wzoru:
{\displaystyle MSE={\frac {1}{N\cdot M}}\sum _{i=1}^{N}\sum _{j=1}^{M}([f(i,j)-f'(i,j)]^{2}),}
gdzie:
{\displaystyle N,M} – wymiary obrazu w pikselach,
{\displaystyle f(i,j)} – wartość piksela o współrzędnych {\displaystyle (i,j)} obrazu oryginalnego,
{\displaystyle f'(i,j)} – wartość piksela o współrzędnych {\displaystyle (i,j)} obrazu skompresowanego.
Następnie wyliczoną wartość MSE należy podstawić do wzoru końcowego
{\displaystyle PSNR=10\cdot \log _{10}{\frac {[\max(f(i,j))]^{2}}{MSE}},}
gdzie:
{\displaystyle \max(f(i,j))} – wartość maksymalna danego sygnału; w przypadku obrazów zwykle jest to wartość stała, np. dla obrazów monochromatycznych o reprezentacji 8-bitowej wynosi 255.